# Claspettomyia
Claspettomyia är ett släkte av tvåvingar. Claspettomyia ingår i familjen gallmyggor.

## Dottertaxa tillClaspettomyia, i alfabetisk ordning[1]
- Claspettomyia adwantii
- Claspettomyia bidentata
- Claspettomyia carpatica
- Claspettomyia chrysanthemi
- Claspettomyia dentata
- Claspettomyia formosa
- Claspettomyia hamata
- Claspettomyia indica
- Claspettomyia kirghizica
- Claspettomyia longicornis
- Claspettomyia montiviva
- Claspettomyia nipponensis
- Claspettomyia niveitarsis
- Claspettomyia octoclaspettii
- Claspettomyia oculata
- Claspettomyia orientalis
- Claspettomyia paneliusi
- Claspettomyia perlongitegminis
- Claspettomyia pini
- Claspettomyia quadriclaspettii
- Claspettomyia retrorsa
- Claspettomyia rossica
- Claspettomyia serrata
- Claspettomyia serrulatus
- Claspettomyia spinosa
- Claspettomyia tenuiforceps
- Claspettomyia toelgi
- Claspettomyia ussuriensis
- Claspettomyia zatsepini